# Dick Cathcart
Charles Richard „Dick“ Cathcart (* 6. November 1924 in Michigan City, Indiana; †  8. November 1993) war ein US-amerikanischer Dixieland Jazz-Trompeter, Sänger und Schauspieler.

## Leben
Dick Cathcart wuchs in Michigan City auf und wurde bereits mit 17 Jahren Mitglied im Orchester von Ray McKinley; danach leistete er seinen Militärdienst im Zweiten Weltkrieg ab. Nach Kriegsende spielte er in den Bands von Ray Noble, Ben Pollack, Bob Crosby und Alvino Rey; außerdem arbeitete er von 1946 bis 1949 als Studiomusiker für die MGM Studios. In den 1950er Jahren war er als musikalischer Direktor und auch als Schauspieler für den Schauspieler und Produzenten Jack Webb tätig, mit dem er in einer Einheit im Weltkrieg gedient hatte; Cathcart spielte in einer Episode der Fernsehserie Polizeibericht und in einem weiteren Film Webbs mit; in Pete Kelly’s Blues von 1955 stellte er einen Kornettisten dar.
Als Trompeter gehörte er von 1962 bis 1968 dem Orchester von Lawrence Welk an und wirkte auch an dessen Fernsehshows mit. Als Sänger trat er mit dem Curt Ramsey-Quintett auf; 1964 heiratete er Peggy Lennon, die dem Ensemble Lennon Sisters angehörte. Nach seinem Ausscheiden bei Lawrence Welk spielte Cathcart bis zu seinem Tode im Jahr 1993 in verschiedenen Dixieland-Jazzbands.
Der Arrangeur und Pianist Jack Cathcart war sein Bruder.